# Ángela Rodríguez
Ángela Rodríguez Martínez (Pontevedra, 2 de octubre de 1989), también conocida como Pam, es una política española. Forma parte de la federación gallega de Podemos. Fue diputada en las Cortes Generales por Pontevedra en las XI y XII legislaturas, y entre octubre de 2021 y noviembre de 2023 ocupó el cargo de secretaria de Estado de Igualdad y contra la Violencia de Género.

## Biografía
Es licenciada en Filosofía por la Universidad de Santiago de Compostela. En 2014 realizó un máster de Creación e Investigación en Arte Contemporáneo en la Universidad de Vigo.

### Trayectoria política
Activista del movimiento 15-M en Galicia, en 2015 fue secretaria de Coordinación e Igualdad de Podemos Galicia. En abril de 2016 optó por la Secretaría General de Podemos Galicia apoyada por Íñigo Errejón con la candidatura "Ágora Podemos" y perdió frente a la viguesa Carmen Santos al frente de la candidatura "Un Mar de Xente", que se impuso con el 41,14% de los votos frente al 39,38% de los sufragios obtenidos por Rodríguez. En febrero de 2017, en la segunda asamblea ciudadana de Podemos, fue la número 14 de la lista Recuperar la ilusión, encabezada por Íñigo Errejón.

### Diputada en el Congreso
En 2015 fue la número dos en la lista de En Marea, coalición de partidos Podemos, Anova y Esquerda Unida a las elecciones generales del 20 de diciembre, logrando un escaño al Congreso de los Diputados por Pontevedra, el cual revalidó tras las elecciones generales del 26 de junio.
En agosto de 2016 denunció a través de las redes sociales haber sufrido un trato vejatorio en el Congreso de los Diputados al ir a recoger su acreditación como diputada por parte de varios agentes de policía a causa de su juventud.
En la XII legislatura asumió como diputada, entre otras responsabilidades, la vicepresidencia segunda de la Comisión de Igualdad y la portavocía adjunta de esta comisión. También fue vocal de la Subcomisión Pacto de Estado en materia de Violencia de Género.
En enero de 2020 se incorporó al gabinete de la ministra de Igualdad, Irene Montero, como asesora parlamentaria. En esta etapa, ha participado de manera activa en la negociación de leyes como el Proyecto de Ley Orgánica de Garantía de la Libertad Sexual, el Anteproyecto de Ley para la Igualdad Real y Efectiva de las Personas Trans y para la Garantía de los Derechos de las Personas LGTBI y las medidas relativas a la violencia vicaria y la suspensión del régimen de visitas ante indicios claros de violencia de género en la Ley de Protección Integral de la Infancia y la Adolescencia frente a la violencia.

### Secretaría de Estado
En septiembre de 2021, Noelia Vera fue cesada de su cargo, asumiendo Ángela Rodríguez la Secretaría de Estado de Igualdad y Violencia de Género del Ministerio de Igualdad en octubre del mismo año.
En 2022 participó en la elaboración de la Ley Orgánica de Garantía Integral de la Libertad Sexual, llamada« ley del sólo sí es sí». Criticó su aplicación por parte de jueces, a los que consideró machistas por las interpretaciones realizadas al rebajar penas a delincuentes sexuales.
El 23 de noviembre de 2023 se publicó en el BOE su cese oficial como secretaria de Estado.

## Polémicas
Tras su derrota a la candidatura a la secretaría general en Podemos Galicia en 2016 frente a Carmen Santos fue sonado el comentario de Ángela Rodríguez en un foro interno del partido en el que llamaba a Santos, quien tiene una discapacidad física, «puta coja».
Tras la aprobación de la ley del «solo sí es sí», Rodríguez fue acusada de mofarse en público de la rebaja de condenas a los violadores. El origen de la polémica fue una mesa redonda organizada por Podemos donde Rodríguez criticó que la «extrema derecha» les estuviera echando en cara que pusieran a «los violadores a la calle». «De los creadores de ‘Las personas van a ir al registro a cambiarse de sexo todas las mañanas' llega... ‘¡Los violadores a la calle!' (...) Miles, oleadas», comentó entre risas.
En una entrevista a Yasss en marzo de 2023, un medio digital propiedad de Mediaset, Ángela Rodríguez apostilló que los hombres «no necesitan el registro civil para ser violadores. Lo son, y desgraciadamente en nuestro país lo son bastante», una generalización por la que fue criticada por diversos medios.
En mayo de 2023, sus palabras defendiendo que "todos los cuerpos son válidos" y criticando la "gordofobia" le valieron nuevas críticas por pedir que hubiera "más gordos" en el Congreso de los Diputados y por mezclar cánones de belleza con salud física.
En abril de 2024 el juzgado de instrucción número 3 de Estepona condenó a pagar 10.500 euros a Ángela Rodríguez por un delito contra el derecho al honor por llamar "maltratador" a Rafael Marcos, expareja de la que fuera presidenta de Infancia Libre, María Sevilla, además de dar difusión pública de esta sentencia en los mismos programas y canales donde realizó las manifestaciones difamatorias. La exministra de Igualdad, Irene Montero también fue condenada un año antes por comentarios similares a indemnizar a Rafael Marcos con 18.000 euros.